# Diamniadio
Diamniadio – miasto w Senegalu, w regionie Dakar.